# والنتین گاوریلوف
والنتین گاوریلوف (روسی: Валентин Александрович Гаврилов؛ ۲۶ july ۱۹۴۶ (۷۸ سال) – ۲۳ دسامبر ۲۰۰۳) ورزشکار دو و میدانی اهل اتحاد جماهیر شوروی سوسیالیستی بود.
وی در مسابقات کشوری و بین‌المللی در مجموع برندهٔ ۴ مدال طلا، ۱ مدال نقره، ۱ مدال برنز شده‌است.